# Jan Łopieński

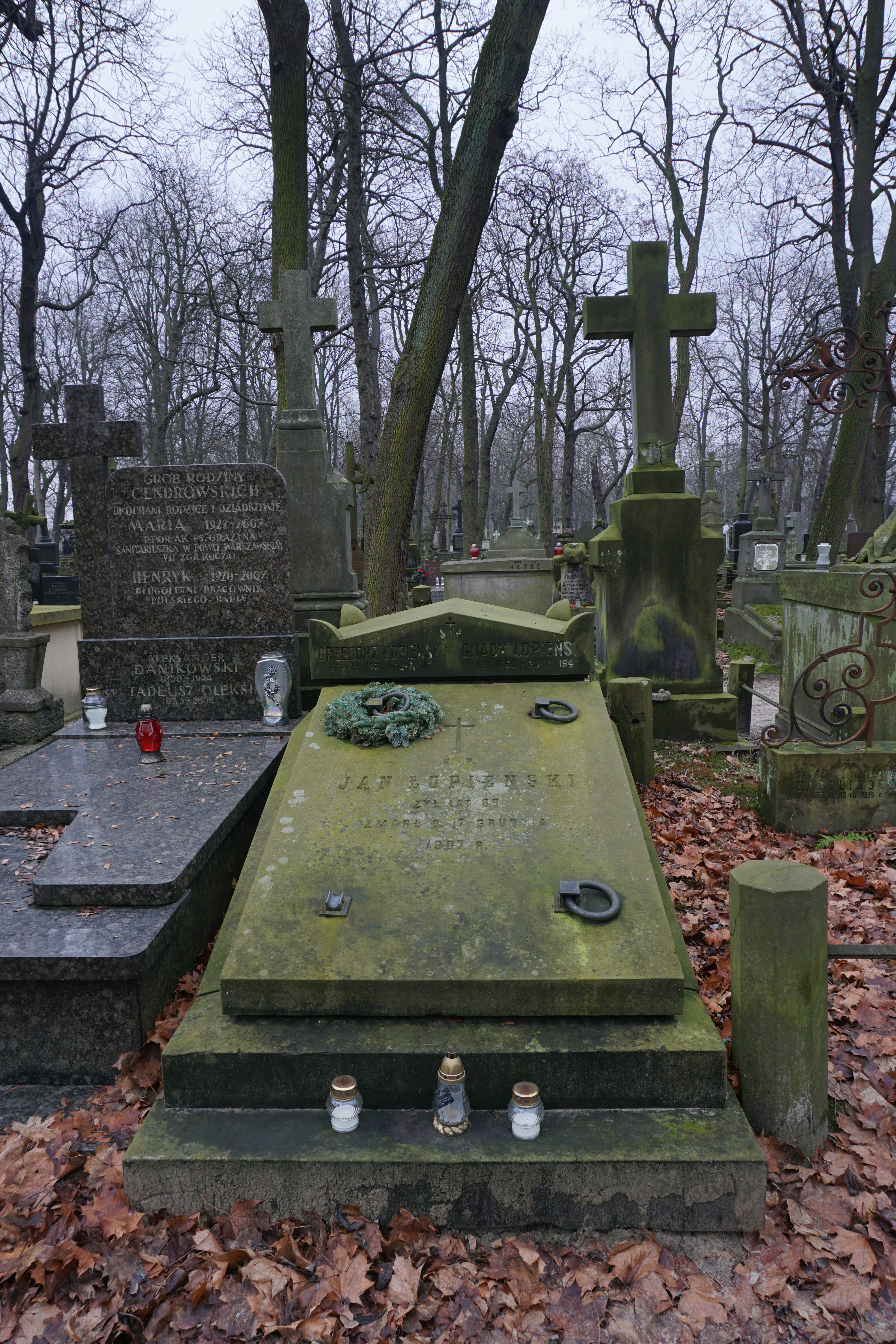
Grób Jana Łopieńskiego na cmentarzu Powązkowskim

Jan Łopieński (ur. 22 czerwca 1838 w Warszawie, zm. 14 grudnia 1907 tamże) – polski brązownik i cyzeler, założyciel warsztatu brązowniczego w Warszawie.

## Życiorys
Jan był synem Mikołaja, który osiedlił się w Warszawie. Od piętnastego roku życia uczył się brązownictwa oraz rysunku i modelowania. Praktykował m.in. w zakładzie brązownicznym Jana Widawskiego. W 1858 roku wyjechał na praktyki do zakładów brązowniczych w Krakowie a potem w Wiedniu. Po zapoznaniu się z dorobkiem kultury włoskiej odwiedzając m.in. Florencję i Rzym udał się na uzupełnienie edukacji do Paryża. Po powrocie do Warszawy w 1862 roku założył własny warsztat przy ul. Ordynackiej 3 pod nazwą „Fabryka Wyrobów Bronzowych. Jan Łopieński Warszawa”. Wykonywał w nim, głównie według własnych projektów, brązowe przedmioty dekoracyjne (żyrandole, kinkiety, okucia mebli, przyborniki na biurka itp.). Powstawały tam także odlewy rzeźb wedle modeli dostarczonych przez artystów rzeźbiarzy.
Wyroby Łopieńskiego szybko zdobyły sobie uznanie i międzynarodową renomę. Za posąg Św. Sebastiana odlany w 1870 roku wg projektu Andrzeja Pruszyńskiego został nagrodzony medalem i dyplomem honorowym Towarzystwa Zachęty Sztuk Pięknych w Warszawie.
W 1872 roku za kandelabry, kinkiety i żyrandole wykonane do dekoracji pałacu Kronenberga otrzymał dyplom honorowy na Wystawie Przemysłu i Rolnictwa w Warszawie. W 1879 roku balustrada, kandelabry i gerydony jego autorstwa zaprojektowane do pałacu Zawiszy w Warszawie w stylu Ludwika XVI zostały nagrodzone wielkim srebrnym medalem na Wystawie Sztuki w Paryżu. W tym też roku Łopieński zmuszony był do przekształcenia swego zakładu w spółkę, która niestety wkrótce zbankrutowała. Większość prac wykonanych przez Łopieńskiego nie dotrwała do współczesności.
Łopieński posiadał dziesięcioro dzieci. Z Feliksą z Widawskich (1844–1879), pierwszą z trzech żon, miał ich sześcioro: Grzegorza, Ignacego, Feliksa, Marię, Jana i Florentyna. Grzegorz i Feliks poszli w ślady ojca i zostali brązownikami. Reaktywowali oni zakład, który z czasem przyjął nazwę „Bracia Łopieńscy”. Portret Jana Łopieńskiego w technice akwaforty wykonał jego syn, Ignacy.
Pochowany na cmentarzu Powązkowskim (kwatera 32-2-17).